# Plexippoides starmuehlneri
Plexippoides starmuehlneri är en spindelart som först beskrevs av Roewer 1955.  Plexippoides starmuehlneri ingår i släktet Plexippoides och familjen hoppspindlar. Inga underarter finns listade i Catalogue of Life.